# Festival Musicale di Pechino
Il Festival Musicale di Pechino (北京國際音樂節T, 北京国际音乐节S, Běijīng guójì yīnyuè jiéP; noto internazionalmente come Beijing Music Festival o BMF) è un festival musicale annuale che si svolge a Pechino, in Cina, che è diventato uno degli eventi musicali più noti al mondo, attirando l'attenzione internazionale.

## Panoramica
Il festival presenta ogni anno circa 30 concerti ad ottobre che offrono un'ampia varietà di musica classica e jazz, tra cui concerti di opera, musica orchestrale, da camera, assoli e musica corale. Il BMF dà anche risalto all'educazione musicale e all'impegno nella comunità offrendo concerti gratuiti per bambini e concerti per studenti, così come master class che attirano circa 6.000 studenti, insegnanti e spettatori. È orgoglioso di presentare allo stesso modo musica occidentale e cinese allo stesso modo.
Tra gli artisti di rilievo che sono apparsi al festival figurano Martha Argerich, Pinchas Zukerman, Jean-Yves Thibaudet, Emanuel Ax, Murray Perahia, Maxim Vengerov, Christoph Eschenbach, Tan Dun, Kathleen Battle, José Carreras, Sarah Chang, Augustin Dumay, Valery Gergiev, Mischa Maisky, Krzysztof Penderecki, Isaac Stern, Melvyn Tan, Fou Ts'ong, il Quartetto Kodály, ed il New London Consort.

## Storia
Nel giugno del 2018 il Presidente e Direttore artistico del BMF per 20 anni, il famoso direttore d'orchestra cinese, Maestro Yu Long, si dimise dal ruolo di direttore artistico di Shuang Zou. Yu Long è ora il presidente del comitato artistico.
Il Festival Musicale di Pechino è un'organizzazione senza fini di lucro fondata nel 1998 da Yu Long, con il sostegno del Ministero della cultura cinese e del governo municipale di Pechino. Il festival ha presentato numerose rappresentazioni storiche come la première cinese della Sinfonia n. 8 di Gustav Mahler, (2002), la prima asiatica dell'opera di Alban Berg, Lulu (2002); Le opere di Guo Wenjing, Ye Yan (2003) e Wolf Club Village (2003) e la première cinese del Ciclo completo dell'Anello di Richard Wagner (2005). Il festival incoraggia la produzione di musica contemporanea sia occidentale che cinese presentando anteprime e commissioni di compositori come Krzysztof Penderecki, Philip Glass, Guo Wenjing, Ye Xiaogang, Tan Dun e Howard Shore.
Il BMF è stato tra le prime organizzazioni in Cina a commissionare nuove opere di compositori cinesi e di compositori stranieri, che ha costituito una solida base per lo scambio culturale internazionale.

## Festival recenti

### 2018
Il festival 2018 del BMF, il primo con Shuang Zou come direttore artistico al posto di Yu Long, si è concentrò sulle produzioni in scena e si svolse dal 12 al 26 ottobre con il tema "Entrare nel 21° - L'alba di una nuova era". Il Festival presentò 21 spettacoli e 13 eventi di sensibilizzazione tra cui la prima mondiale dell'opera immersiva, Orfeo, di Fay Kueen Wang. Altre rappresentazioni includevano una rivisitazione di un'opera di Pechino, Farewell My Concubine; adattamento al teatro musicale del ciclo di canzoni di Leoš Janáček, Diary of the One Who Disappeared; Written on Skin di George Benjamin; L'orfano di Zhao e due concerti per celebrare il centenario di Leonard Bernstein.

### 2017
Tenutosi dall'8 al 29 ottobre 2017, il tema del festival del BMF del 2017 fu "Il Festival Musicale di Pechino al 20" per commemorare il suo 20º anniversario. I punti salienti dei 41 eventi e delle attività di sensibilizzazione hanno compreso una maratona orchestrale di 11 ore con nove orchestre sinfoniche cinesi, una produzione congiunta con il Festival di Pasqua di Salisburgo dell'opera La Valchiria di Richard Wagner con l'Orchestra Filarmonica di Hong Kong con Jaap van Zweden e l'anteprima del Concerto per violino di Qigang Chen con il violinista Maxim Vengerov al concerto di chiusura.

### 2016

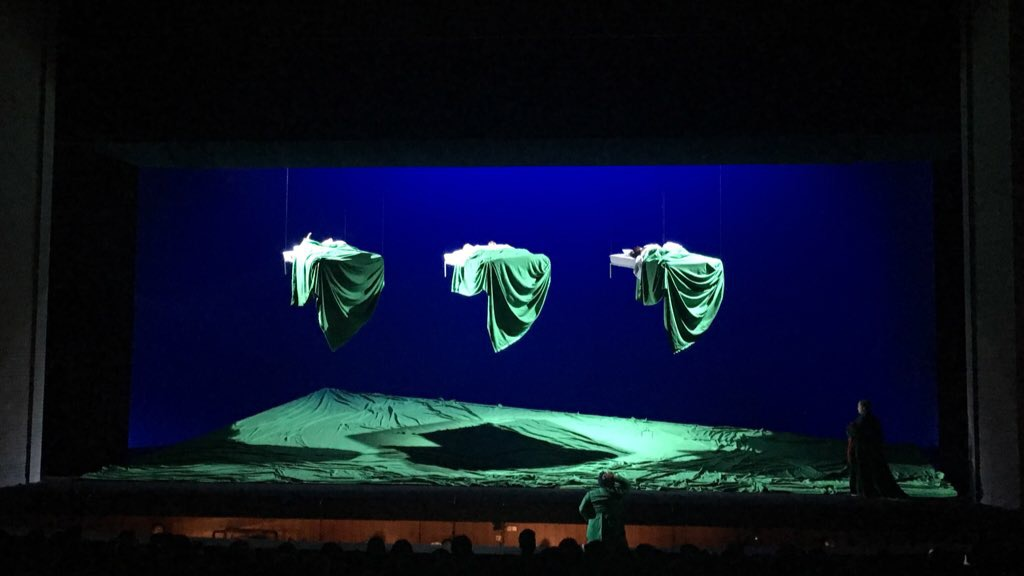
A Midsummer Night's Dream at the 19th Festival Musicale di Pechino

Il tema del 19º festival del BMF, che si svolse dal 9 al 29 ottobre 2016, fu "Legacy musicale e innovazione". Il concerto di apertura della China NCPA Orchestra e Coro guidato da Lü Jia fu la prima collaborazione tra NCPA e BMF. Il festival ha anche presentato l'anteprima cinese del Sogno di una notte di mezza estate di Benjamin Britten, diretta da Robert Carsen in occasione del 400º anniversario della morte di Shakespeare e ha lanciato una collaborazione programmata di cinque anni tra il BMF ed il Festival d'Aix-en-Provence. Altre rappresentazioni compresero il Don Giovanni di Mozart presentato come un'esperienza teatrale immersiva con effetti visivi; Blank Out, una mini opera in 3D del compositore olandese Michael van der Aa e le opere sinfoniche complete di Čajkovskij.

### 2015
Il diciottesimo festival BMF, che si tenne dall'8 al 24 ottobre 2015, ha incluso 18 esibizioni di artisti provenienti da oltre 30 paesi e regioni. Il tema era "Revel in Romance" e si concentrava su opere monumentali ai lati opposti dello spettro musicale romantico, Johannes Brahms e Richard Wagner. Tra i protagonisti il direttore Jukka-Pekka Saraste alla guida della WDR Sinfonieorchester Köln nell'ambizioso progetto Brahms 4 Plus 4 (quattro concerti e quattro sinfonie) e Gustav Kuhn, direttore del Festival Tirolese di Erl in I maestri cantori di Norimberga e Tristano e Isotta di Wagner.

## Lavori commissionati
In commemorazione del suo decimo anniversario, il BMF ha commissionato una seconda versione della Sinfonia n. 8 di Krzysztof Penderecki. La nuova versione includeva un poema anonimo cinese del XV secolo ed è 30 minuti più lungo dell'originale. La versione commissionata è stata presentata in anteprima il 24 ottobre 2007 dall'Orchestra Filarmonica della Cina sotto la direzione del suo compositore.
Il BMF ha co-commissionato la prima opera di Zhou Long, Madame White Snake, con Opera Boston, che ha segnato la prima collaborazione tra il BMF ed una compagnia d'opera americana. Basato sulla leggenda cinese del White Snake, il lavoro è stato presentato a Boston da Opera Boston il 26 febbraio 2010 e poi in Cina il 27 ottobre 2010 durante il 13º Festival Musicale di Pechino.
La BMF Arts Foundation ha commissionato Ruin and Memory di Howard Shore, un concerto per pianoforte e orchestra scritto per Lang Lang e presentato in anteprima da Lang Lang stesso con la China Philharmonic diretta da Yu Long l'11 ottobre 2010. L'opera in tre movimenti è stata scritta in celebrazione dei 200 anni di Frederic Chopin. Shore commentò "Il pezzo è davvero il mio riflesso musicale del tempo di Chopin e della vita che ha vissuto. Il titolo cattura un po' della vita di Chopin, di dove è venuto e del mondo in cui viveva e cosa ne è stato di lui quando quel mondo non è più esistito."
Il BMF ha commissionato l'opera Song of Farewell di Ye Xiaogang e ha dato l'anteprima mondiale durante i concerti di chiusura del 13º festival, il 30 e il 31 ottobre 2010. L'opera fonde Opera di Pechino e Opera occidentale con la sua tradizionale messa in scena cinese e una musica di tipo Pucciniana. Il lavoro è basato sul film cinese Farewell My Concubine.

## Formazione e sensibilizzazione
Il BMF collabora con il Conservatorio Centrale di Musica per tenere master classe per studenti di musica con musicisti come Isaac Stern, Ken Nagano, Fou Ts'ong, Warren Mok, Melvyn Tan, Jian Wang e il Quartetto Kodály. Tengono inoltre concerti gratuiti per bambini, conferenze prima dell'esecuzione e concerti per studenti.

## Comitato artistico
Il comitato artistico comprende:
- Long Yu (presidente), direttore artistico e direttore d'orchestra dell'Orchestra Filarmonica della Cina e dell'Orchestra Sinfonica di Shanghai, direttore musicale dell'Orchestra Sinfonica di Canton e direttore ospite principale dell'Orchestra Filarmonica di Hong Kong
- Gao Jianjin, Decano di Educazione musicale al Conservatorio Centrale di Musica
- Lang Lang, pianista e fondatore della Lang Lang International Music Foundation
- Li Liuyi, direttore di scena
- Li Nan, Presidente della Orchestra Filarmonica della Cina e Vice Presidente del Poly Cultural Group
- Wang Cizhao, Presidente del Conservatorio Centrale di Musica
- Xu PeiDong, compositore e vicepresidente di CFLAC, Vicepresidente dell'Associazione cinese dei musicisti
- Song Tu, direttore del programma del Fondazione Artica del Festival Musicale di Pechino  (Segretario generale dal 2008)